# Кобулия, Георгий
Георгий Кобулия (груз. გიორგი ქობულია; род. 3 января 1970, Тбилиси) — грузинский государственный и политический деятель. Министр экономики и устойчивого развития Грузии в 2018—2019 годах.

## Биография
Родился 3 января 1970 года в Тбилиси.
В 1993 году окончил Тбилисский государственный медицинский университет, в 2001 году бизнес-школу Университета Эмори, получил степень магистра делового администрирования. В начале своей карьеры работал в Тбилисском Институте кардиологии, а затем представителем фармацевтической компании Merck & Co в Грузии.
После окончания учёбы в США Георгий Кобулия начал работать в международной консалтинговой компании McKinsey, где был старшим партнером. На протяжении многих лет консультировал компании в области стратегии, систем управления и производственной деятельности. Конкретными направлениями его деятельности были  нефтегазовая, горнодобывающая и металлургическая отрасли.
В 2018—2019 годах занимал должность Министра экономики и устойчивого развития Грузии.